# Schollene
Schollene är en kommun och ort i Landkreis Stendal i förbundslandet Sachsen-Anhalt i Tyskland.
Kommunen ingår i förvaltningsgemenskapen Elbe-Havel-Land tillsammans med kommunerna Kamern, Klietz, Sandau (Elbe), Schönhausen (Elbe), Wust-Fischbeck.